# توزيع حجم الجسيمات

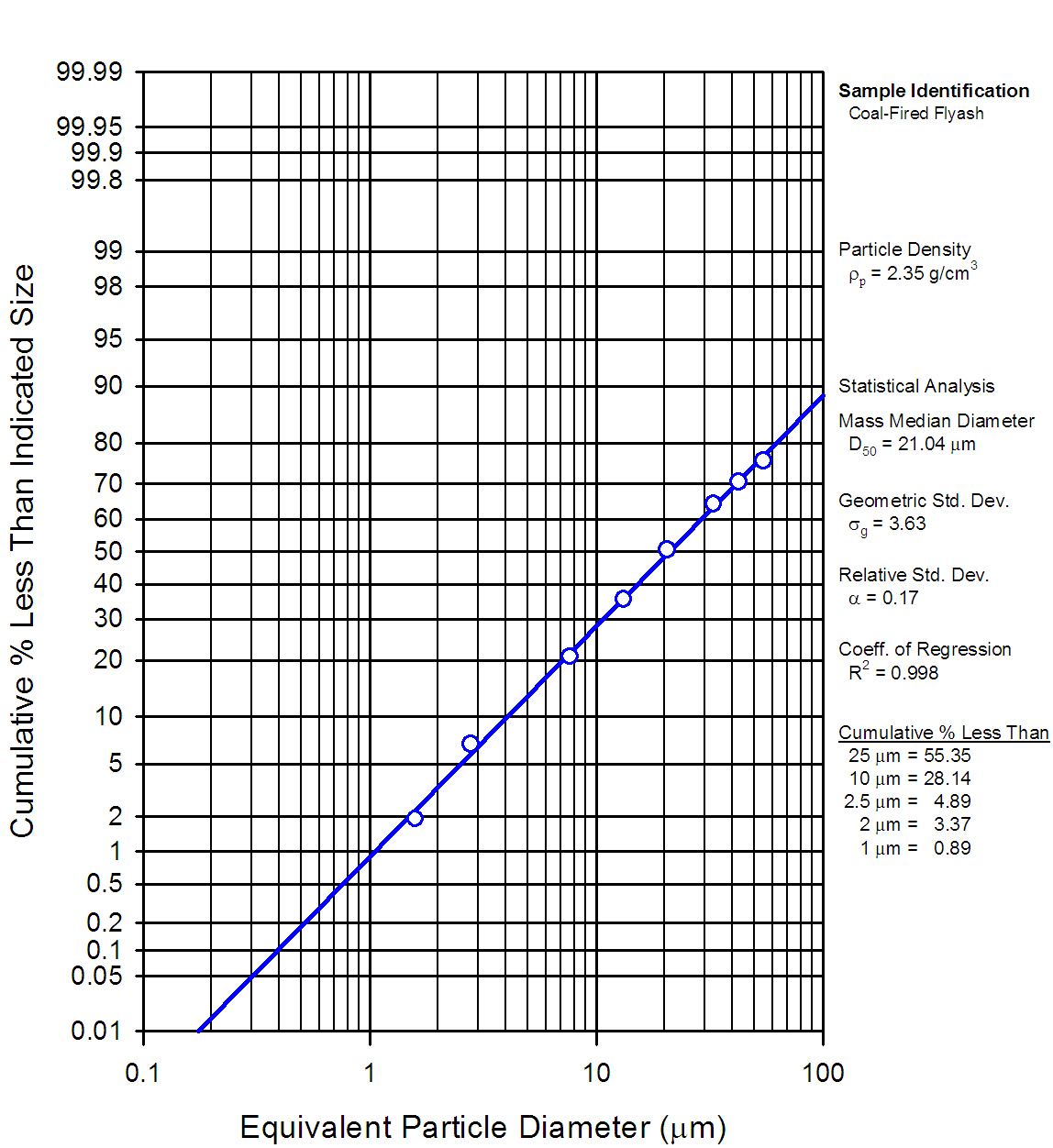

توزيع حجم الجسيمات (PSD) لمسحوق أو مادة حبيبية أو جسيمات متناثرة في سائل، هو مجموعة من القيم أو دالّة رياضية تحدد الكمية النسبية -عادةً حسب الكتلة-  للجسيمات الموجودة وفقًا للحجم. عادة ما تكون هناك حاجة إلى طاقة كبيرة لتفكيك التربة مثلًا إلى جسيمات، ويطلق عليها بعد ذلك توزيع حجم الحبيبات. 

## الأهمية
تكمن أهمية توزيع حجم الجسيمات للمادة في فهم خصائصها الفيزيائية والكيميائية، ويؤثر على القوة وخصائص تحمل الحمل  للصخور والتربة، ويؤثر أيضًا على تفاعل المواد الصلبة المشاركة في التفاعلات الكيميائية، ويجب التحكم فيه بإحكام في العديد من المنتجات الصناعية مثل صناعة أحبار الطابعات ومستحضرات التجميل والمنتجات الصيدلانية.

## أهميتها في مجموعة جسيمات المادة
يمكن أن يؤثر توزيع حجم الجسيمات بشكل كبيرعلى كفاءة أي جهاز تجميع.
تجمع غرف التسوية عادةً الجسيمات الكبيرة جدًا فحسب، والتي يمكن فصلها باستخدام صواني الغربلة.
يعمل جامع الطرد المركزي عادةً على جمع الجسيمات التي يصل قطرها إلى حد 20 ميكرون، في حين تقوم النماذج الأعلى كفاءة بجمع الجسيمات التي يصل قطرها إلى نحو 10 ميكرون.
تعتبر فلاتر الأقمشة من أكثر أنواع جامعات الغبار كفاءة وفعالية من حيث التكلفة، ويمكن أن تحقق كفاءة جمع تزيد عن 99% للجسيمات الدقيقة جدًا.
تُعرف جامعات الغبار التي تستخدم السائل باسم أجهزة التنظيف الرطبة، في هذه الأنظمة يتعرض سائل التنظيف (الماء عادة) إلى تيار غازي يحتوي على جسيمات الغبار، وكلما زادت ملامسة تيارات الغاز والسائل زادت كفاءة إزالة الغبار.
تستخدم المرسبات الكهروستاتيكية قوى إلكتروستاتيكية لفصل جسيمات الغبار عن الغازات العادمة، والتي من الممكن أن تكون فعالة جدًا في جمع الجسيمات الدقيقة جدًا.
يستخدم مكبس الترشيح لتصفية السوائل عن طريق آلية كعكة الترشيح؛ تلعب عملية توزيع حجم الجسيمات دورًا مهمًا في تكوين الكعكة، ومقاومة الكعكة، وخصائص الكعكة، وتتحدد قابلية تصفية السائل إلى حد كبير وفقًا لحجم الجسيمات.

## المسميات
ρp: كثافة الجسيمات الفعلية (غم / سم3)
ρg: كثافة مصفوفة الغاز أو العينة (غم / سم3)
r2 : معامل المربعات الصغرى للعزم، كلما اقتربت هذه القيمة من العدد 1 كانت البيانات أكثر تناسبًا مع المستوى التشعبي، بحيث تمثل العلاقة بين متغير الاستجابة ومجموعة من المتغيرات المشتركة بشكل أدق، وتشير القيمة التي تساوي 1.0 إلى أنَّ جميع البيانات تتلاءم تمامًا داخل المستوى.
λ : متوسط المسار الحر للغاز (سم)
D50 : قطر متوسط الكتل، وهو التوزيع اللوغارتمي الطبيعي الشامل لقطر متوسط الكتلة، ويعتبر متوسط قطر الجسيمات وفقًا للكتلة.
σg : الانحراف المعياري الهندسي، تُحدد هذه القيمة حسابيًا بواسطة المعادلة:
σg = D84.13 / D50 = D50 / D15.87
تحدد قيمة σg ميل منحنى انحدار المربعات الصغرى.
α : الانحراف المعياري النسبي أو درجة تعدد الانحراف. تُحدد هذه القيمة أيضًا حسابيًا. بالنسبة للقيم التي تقل عن 0.1، يمكن اعتبار عينة الجسيمات أحادية التفرق.
α = σg / D50
Re(P) : عدد رينولدز للجسيمات، على النقيض من القيم العددية الكبيرة المدونة لتدفق عدد رينولدز، فإن عدد رينولدز للجسيمات الدقيقة في الأوساط الغازية يكون عادةً أقل من 0.1.
Ref: عدد رينولدز للتدفق.
Kn: عدد كنودسين للجسيمات.

## الأنواع
يعرف توزيع حجم الجسيمات عادةً بالطريقة التي يتم تحديده بها، والطريقة الأكثر سهولة لتقديره هي التحليل المنخلي، إذ يتم فصل المسحوق بمناخل ذات أحجام مختلفة، وبالتالي يتم تعريف توزيع حجم الجسيمات من حيث نطاقات الحجم المنفصل، على سبيل المثال: «النسبة المئوية من العينة بين 45 ميكرون و 53 ميكرون« وذلك عند استخدام المناخل من هذه الأحجام. يتم تحديد توزيع حجم الجسيمات عادةً على قائمة نطاقات الحجم التي تغطي جميع الأحجام الموجودة في العينة تقريبًا، تسمح بعض طرق التحديد بتحديد نطاقات حجم أضيق بكثير مما يمكن الحصول عليه باستخدام المناخل، وتنطبق على أحجام الجسيمات خارج النطاق المتاح في المناخل. وبالرغم من ذلك، فإنَّ فكرة المنخل النظري هي أن تحتفظ بالجسيمات التي هي أعلى من حجم معين، وتمر الجسيمات التي تقل عن هذا الحجم من خلال الغربال، وتستخدم عالميًا في تقديم بيانات توزيع حجم الجسيمات من جميع الأنواع.
يمكن التعبير عن توزيع حجم الجسيمات بطريقة تحليل المدى، إذ يتم تسجيل الكمية في كل نطاق من الحجم بالترتيب، من الممكن أيضًا عرضها بشكل تراكمي، بإعطاء إجمالي جميع الأحجام المحتجزة أو التي تم تمريرها بواسطة غربال افتراضي واحد لمجموعة من الأحجام. وبذلك يكون تحليل المدى مناسبًا عند البحث عن حجم جسيم متوسط المدى المثالي، بينما يتم استخدام التحليل التراكمي عندما يجب التحكم في مقدار الحجم الأدنى أو الحجم الزائد.
طريقة التعبير عن الحجم مفتوحة لطائفة واسعة من التفسيرات، إذ تفترض المعالجة البسيطة أنَّ الجسيمات عبارة عن كرات تمر عبر فتحة مربعة في الغربال. ولكن في الواقع، تكون الجسيمات غير منتظمة -مثل حالة المواد الليفية، وتعتمد الطريقة التي يتم بها تمييز هذه الجسيمات أثناء التحليل اعتمادًا كبيرًا على طريقة القياس المستخدمة.

## أخذ العينات
بدايةً، من الضروري الحصول على عينة ممثلة قبل تحديد توزيع حجم الجسيمات. في حالة تدفق المادة المراد تحليلها، يجب سحب العينة من التيار بحيث يكون للعينة نفس نسب أحجام الجسيمات الموجودة في التيار، أفضل طريقة لفعل ذلك هي أخذ عدة عينات من التدفق بأكمله على مدار فترة، بدلًا من أخذ جزء من التدفق طوال الوقت. في حالة وجود المادة في كومة، تؤخذ العينات بالمجرفة، وهو أمر غير دقيق، ويجب أن تكون العينة مأخوذة بصورة مثالية أثناء تدفق المسحوق نحو الكومة، وبعد أخذ العينات، يجب تخفيض حجم العينة عادةً، ويجب خلط المادة المراد تحليلها بعناية، وسحب العينة باستخدام تقنيات تتجنب الفصل في الحجم، باستخدام مقسم دوار مثلًا، ويجب إيلاء اهتمام خاص لتجنب فقدان الجسيمات الدقيقة أثناء التلاعب بالعينة.

## تقنيات القياس

### تحليل المنخل
يُستخدم تحليل المنخل غالبًا بسبب بساطته وتكلفته القليلة وسهولة تفسير نتائجه. قد تكون الطريقة ببساطة هز العينة في المناخل حتى تصبح الكمية المحتجزة ثابتة إلى حد ما. بدلًا من ذلك، قد تُغسل العينة بسائل غير تفاعلي (الماء عادةً) أو نفخها بتيار هواء.
المزايا: هذه التقنية مناسبة للمواد السائبة؛ يمكن تحميل كمية كبيرة من المواد بسهولة في صواني غربال قطرها 8 بوصات (200 ملم)، الاستخدامان الشائعان في صناعة المسحوقات هما الغربلة الرطبة للحجر الجيري المطحون والنخل الجاف للفحم المطحون.
العيوب: يهتم قسم كبير من توزيع حجم الجسيمات بفصل جسيمات صغيرة لدرجة لا يكون فيها الفصل عن طريق النخل طريقة عملية. أي غربال دقيق مثل غربال قطر فتحاته 37 ميكرونًا سيكون هشًا للغاية، ومن الصعب جعل المواد تمر عبره. عيب آخر هو أنَّ كمية الطاقة المستخدمة في غربلة العينة تتحدد اعتباطيًا، ويؤدي استخدام الطاقة بشكل مفرط في عملية التحليل المنخلي إلى استنزاف الجسيمات، جسيمات وبالتالي تغيير توزيع حجم الجسيمات، في حين أنَّ الطاقة غير الكافية لا تفكك التكتلات الرخوة. على الرغم من أنَّ إجراءات الفرز اليدوي قد تكون غير فعالة، فتقنيات الغربلة الآلية التي تستخدم برامج تحليل تجزئة الصور متوفرة، ويمكن لهذه التقنيات غربلة المواد عن طريق التقاط صورة من المواد وتحليلها.